# Henry Sy

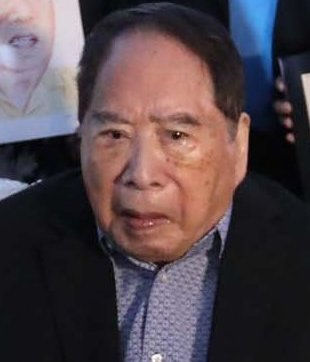
Henry Sy (2017)

Henry Sy (* 25. Oktober 1924 in Xiamen, China; † 19. Januar 2019) war ein philippinischer Unternehmer.

## Leben
Sy war chinesischer Abstammung. Er studierte an der Far Eastern University. Sy gründete das Unternehmen SM Investments, durch das er den Einzelhandelskonzern SM Prime kontrollierte. Nach Angaben des Forbes Magazine gehörte Sy zu den reichsten Filipinos. Er war verheiratet, hatte sechs Kinder und lebte in Manila.

## Vermögen
Henry Sy war Multi-Milliardär und der reichste Filipino. Gemäß der Forbes-Liste 2018 betrug sein Vermögen ca. 20 Milliarden US-Dollar. Damit belegte er Platz 51 auf der Forbes-Liste der reichsten Menschen der Welt.